# Carole Mathews
Carole Mathews (n. 13 septembrie 1920, Montgomery⁠(d), Comitatul Kendall, Illinois, SUA – d. 6 noiembrie 2014, Murrieta⁠(d), California, SUA) a fost o actriță americană de film, televiziune și teatru.

## Filmografie
- Swamp Women (1955)
- Treasure of Ruby Hills (1955)
- Betrayed Women (1956)
- Tender Is the Night (1962)